# Patrick Bernhagen
Patrick Bernhagen (* 1. Oktober 1970 in Wermelskirchen) ist ein deutscher Politikwissenschaftler. Er ist seit 2014 Professor für Politikwissenschaft mit dem Schwerpunkt Vergleichende Politikwissenschaft an der Universität Stuttgart.

## Leben und Werdegang
Patrick Bernhagen wuchs im Bergischen Land und im Sauerland auf. Seinen Zivildienst leistete er in Lüdenscheid. Von 1992 bis 1999 studierte er Politikwissenschaft, Rechtswissenschaft und Medienwissenschaft an der Universität Marburg und am Trinity College Dublin. 2005 promovierte er am Trinity College Dublin. Seit 2004 war er Lecturer, seit 2010 Senior-Lecturer am Department of Politics and International Relations der University of Aberdeen. Im Jahr 2012 folgte er einem Ruf an die Zeppelin Universität in Friedrichshafen. Dort war er bis 2014 als Professor für Politikwissenschaft tätig. Seit 2014 ist er W3-Professor für Politikwissenschaft mit dem Schwerpunkt Vergleichende Politikwissenschaft an der Universität Stuttgart. Am dortigen Institut für Sozialwissenschaften leitet er die Abteilung Politische Systeme und Politische Soziologie.
Bernhagen ist Unterzeichner eines Offenen Briefes zur Unterstützung von Forderungen der Scientist Rebellion, einem mit Scientists for Future vergleichbaren Ableger für Wissenschaftler von Extinction Rebellion.

## Arbeitsschwerpunkte
Die Arbeitsschwerpunkte von Patrick Bernhagen liegen im Bereich Lobbyismus, Demokratisierung und Public Policy.

## Veröffentlichungen (Auswahl)
- The  Political  Power  of  Business:  Structure  and  Information  in  Public  Policymaking, London / New York: Routledge, 2007, ISBN 1138011401
- (als Hrsg. mit Christian Haerpfer, Ronald Inglehart, Christian Welzel:) Democratization, Oxford: Oxford University Press, 2009, ISBN 0199233020